# Milli
Danupha Khanatheerakul (em tailandês:  ดนุภา คณาธีรกุล; RTGS: danupha khanathirakun, nascida em 13 de novembro de 2002, na Tailândia), mais conhecida por seu nome artístico, Milli, é uma rapper e cantora tailandesa. Ela ganhou destaque nacional com seu single de estreia "Phak Kon" (พักก่อน), lançado em fevereiro de 2020. Foi seguido por outro single de sucesso "Sud Pang" (สุดปัง), no final daquele ano. Em abril de 2022, ela foi a primeira artista solo tailandesa a se apresentar no Coachella Valley Music and Arts Festival.
Em 2022, Milli apareceu na lista das 100 mulheres mais inspiradoras do mundo da BBC.

## Vida pregressa e pessoal
Milli nasceu em 13 de novembro de 2002, em Bangkok, capital da Tailândia e foi batizada "Danupha Khanatheerakul". Ela se formou na Satrinonthaburi School. Ela começou a se interessar por hip-hop quando estava no Matthayom 2 (equivalente ao 8º ano do ensino fundamental) e citou Nicki Minaj como sua inspiração.
Em 21 de julho de 2021, o governo militar de Prayut Chan-o-cha a acusou de criticar sua má resposta à pandemia de COVID-19. Ela foi acusada de postar informações que "ameaçam a segurança nacional", crime punível com até cinco anos de prisão na Tailândia. Os internautas tailandeses, incluindo vários artistas e entidades musicais, expressaram seu apoio a ela usando a hashtag "#Saveมิลลิ" (#SaveMilli). O governo também prometeu processar pelo menos mais 20 influenciadores tailandeses por criticarem o governo, acusando-os de espalhar "notícias falsas".

## 2019-presente: carreira musical

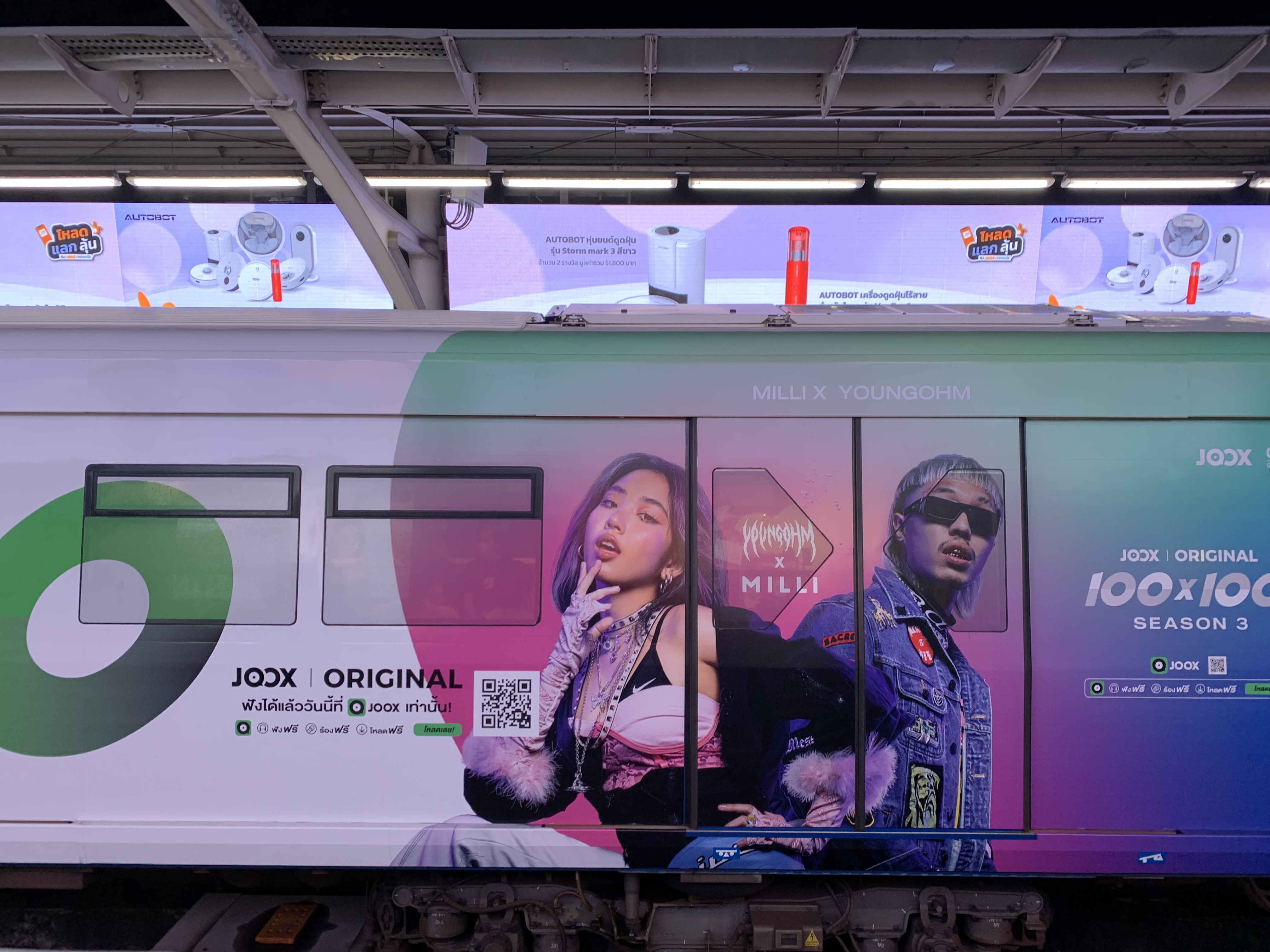
Milli e Youngohm em um anúncio de JOOX

Milli começou sua carreira no palco competindo no programa de TV tailandês The Rapper 2. Ela foi elogiada pelos juízes do concurso por sua atuação exótica e estilo de cantar. Ela está registrada como artista no YUPP!, uma gravadora centrada no rap tailandês.

### Singles de estreia
Milli gravou seu primeiro single "Phak Khon" (พักก่อน) em fevereiro de 2020, uma música sarcástica de hip-hop sobre seus amigos da escola e uma mensagem anti-bullying. Essa música tem versos em três idiomas: Lu, Isan e inglês. Isso a lançou à popularidade, com o videoclipe alcançando 90.226.674 visualizações no YouTube em abril de 2022.

### Festival Coachella 2022

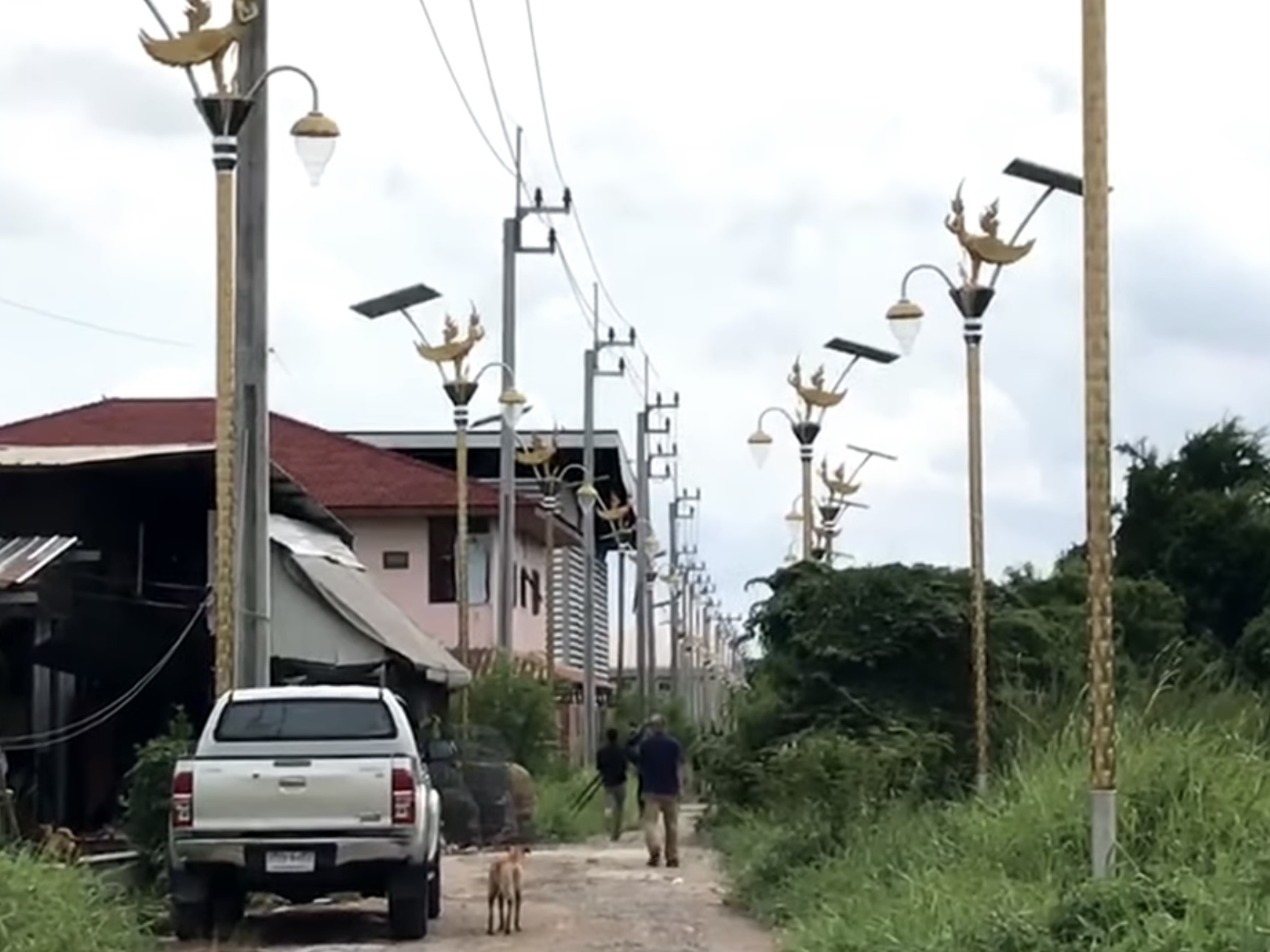
Alguns dos postes de luz Kinnari de Racha Thewa que foram mencionados em sua performance.

Milli se apresentou com artistas do 88rising no Coachella Valley Music and Arts Festival, em 17 de abril de 2022, tornando-a a primeira artista solo tailandesa a se apresentar lá. Sua performance incluiu um rap que mencionava "trens do reinado de Rama V - em uso por 120 anos"; referindo-se aos trens desatualizados ainda usados regularmente na moderna ferrovia tailandesa e "postes de luz Kinnari de cem mil bahts"; referindo-se ao notório caso de corrupção do governo do subdistrito de Racha Thewa gastando fundos do estado nos postes de luz no topo de Kinnari, custando THB 100.000 cada e THB 68,2 milhões no total. Ela terminou seu show comendo um prato de sobremesa tailandesa de arroz pegajoso de manga no palco, levando a um aumento no consumo do prato na Tailândia, com pedidos de arroz pegajoso de manga dobrando em algumas lojas. Uma loja de arroz pegajoso de manga em Bangkok relatou que um adicional de 30 kg (66 lb) de arroz pegajoso teve que ser preparado após o aumento sem precedentes do pedido do prato.
Na mesma época, foi lançado nos cinemas o filme tailandês Fast & Feel Love, em que ela fez uma participação especial. Ela mencionou coincidentemente seu sonho de se tornar uma artista reconhecida internacionalmente como parte de seu diálogo no filme. Isso levou o diretor do filme, Nawapol Thamrongrattanarit, a postar no Facebook parabenizando-a, dizendo que "o filme e a realidade agora se cruzavam e coexistiam ao mesmo tempo".

## Discografia

### Álbum de estúdio
| Título       | Detalhes do álbum                                                                                           |
| ------------ | --- |
| Babb Bum Bum | - Lançamento: 9 de novembro de 2022 - Marcador: Sim! Entretenimento - Formatos: download digital, streaming |

### Singles
| Título                                  | Ano  | Álbum        |
| --------------------------------------- | ---- | ------------ |
| "Phak Kon" (พักก่อน)                      | 2020 |              |
| "Sud Pang" (สุดปัง)                       | 2020 |              |
| "Nu Tham Eng" (หนูทำเอง)                 | 2021 |              |
| "Ao máximo"                             | 2021 |              |
| "Ainda não!"                            | 2021 | Babb Bum Bum |
| "The Weekend" (Milli remix) (com Bibi ) | 2022 |              |
| "17 Min" (17 minutos)                   | 2022 | Babb Bum Bum |
| "Arroz Pegajoso De Manga"               | 2022 |              |
| "Triste Aeróbico"                       | 2022 | Babb Bum Bum |
| "Bem-vindo"                             | 2022 | Babb Bum Bum |

### OSTs
| Ano  | Nome da música         | Artistas em destaque | Para                        |
| ---- | ---------------------- | -------------------- | --------------------------- |
| 2020 | คนจะรวย (Khon Ja Ruai) | MAYARAP              | The Graduates               |
| 2020 | เอาให้ชัด (Ao Hai Chat)  | Puimek               | Área Perigosa Friend Zone 2 |

### Como artista principal ou destaque
| Ano  | Nome da música                                                           | Artistas assistentes                                     |
| ---- | ------------------------------------------------------------------------ | -------------------------------------------------------- |
| 2020 | Chang Mang                                                               | F.HERO, ALL STARS                                        |
| 2020 | ไม่รู้จัก (MAI RU JAK)                                                       | RAMASUON, ICESPAZZ                                       |
| 2020 | ดูออก (LOOKOUT)                                                           | มีน, PAESAXMILD, ว่าน วันวาน                                |
| 2020 | พูดปด (LIE)                                                               | LIL ICE                                                  |
| 2020 | ไหนเล่า (Nai Lao? )                                                       | AUTTA, BLACKSHEEP                                        |
| 2020 | โนสน โนแคร์ (No Son No Khae)                                              | นิวจิ๋ว, หวาย                                               |
| 2020 | แฟนใหม่หน้าคุ้น (Faen Mai Na Khun)                                           | MAYARAP                                                  |
| 2020 | ติ๊ดติ้ว (TIID TIIW)                                                         | MAIYARAP, LAZYLOXY, AUTTA, BEN BIZZY, NAMEMT, BLACKSHEEP |
| 2020 | 7YUPP                                                                    | MAIYARAP, LAZYLOXY, AUTTA, BEN BIZZY, NAMEMT, BLACKSHEEP |
| 2020 | ตาแตก (Ta Taek)                                                          | WONDERFRAME, mais uma vez, mais uma vez                  |
| 2021 | จีนี่ จ๋า (2021) (Genie Ja (2021))                                           | บลอสซั่ม ชนัญชิดา, แก้ม วิชญาณี, หวาย ปัญญริสา, จิงจิง วริศรา วริศรา  |
| 2021 | Quer saber? (Pam Pao? )                                                  | BEN BIZZY                                                |
| 2021 | ที่สุดของฉัน (Thi Sut Khong Chan)                                            | บลอสซั่ม ชนัญชิดา, แก้ม วิชญาณี, หวาย ปัญญริสา, จิงจิง วริศรา วริศรา  |
| 2021 | Como ser amigável                                                        | Tilly Birds                                              |
| 2021 | ลำพัง (Lamphang)                                                          | LAZILÓXIA                                                |
| 2021 | Diz                                                                      | JACKIE (Trindade)                                        |
| 2021 | ฟาด (Chicoteá-lo! )                                                      | tsunami                                                  |
| 2021 | Espelho Espelho                                                          | F.HERO, Changbin (Stray Kids)                            |
| 2021 | อนาคตคือ (Anakhot Khue)                                                   | YOUNGOHM                                                 |
| 2021 | แค่ เพื่อน นั้น สิ่ง ที่ เธอ ให้ กัน มัน ก็ แค่ ไง ถ้า จะ ไม่ รัก ก็ ไม่ ต้อง ให้ ให้ ความ หวัง | GAVIN. D, K6Y                                            |

## Outros trabalhos

### Letra/rap/melodia
- ร้าย (FIERCE) – หวาย
- MiNi HEART (มินิฮาร์ท) – Miya Thongchua
- Booty Bomb – 4EVE

### Televisão
- The Graduates (2021)

### Filme
- Fast & Feel Love, dirigido por Nawapol Thamrongrattanarit (2022)

## Prêmios
| Prêmio                  | Ano  | Categoria                                | Intérprete  | Ref.   |
| ----------------------- | ---- | ---------------------------------------- | ----------- | ------ |
| Prêmios Kazz            | 2020 | estrela em ascensão                      | Mili        | [ 21 ] |
| Mnet Asian Music Awards | 2020 | Melhor Novo Artista Asiático (Tailândia) | Mili        | [ 22 ] |
| Prêmios Rap é Agora     | 2020 | Canção Hip-Hop do Ano                    | "Phak Khon" | [ 23 ] |
| Prêmios Rap é Agora     | 2020 | Novo rosto do ano                        | Mili        | [ 23 ] |
| Prêmios Rap é Agora     | 2021 | Artista do Ano                           | Mili        | [ 24 ] |